# Grammy Latino de 2001
O Grammy Latino de 2001 foi a segunda edição do Grammy Latino, organizado anualmente através da The Recording Academy. Inicialmente planejado para ocorrer no Shrine Auditorium, em Los Angeles, no dia 11 de setembro de 2001, a cerimônia foi cancelada devido aos ataques terroristas no World Trade Center. Para a entrega dos prêmios, a organização realizou uma conferência na internet com a Columbia Broadcasting System (CBS), cuja apresentação foi feita por Jimmy Smits, que também foi responsável pelo anuncio dos vencedores de cada categoria. Alejandro Sanz foi o principal campeão da edição, recebendo quatro estatuetas, incluindo a de Álbum do Ano. Juanes foi honrado com três prêmios, incluindo a de Artista Revelação.

## Vencedores e indicados
Lista dos principais ganhadores (em negrito) disponibilizada pela revista Billboard e o jornal Folha de S. Paulo.
| Álbum do Ano | Canção do Ano |
| --- | --- |
| - Alejandro Sanz — El alma al aire - Vicente Amigo — Ciudad de las ideas - Gilberto Gil — As Canções de Eu, Tu, Eles - Juanes — Fíjate bien - Paulina Rubio — Paulina | - Alejandro Sanz — "El alma al aire"' - Alejandro Lerner — "Amarte así" - Juanes — "Fíjate bien" - Estéfano — "Y yo sigo aquí" - Francisco Céspedes — "Dónde está la vida"                                                |
| Gravação do Ano | Artista Revelação |
| - Alejandro Sanz — "El alma al aire" - Christina Aguilera — "Pero me acuerdo de ti" - Aterciopelados — "El álbum" - Gilberto Gil — "Esperando na Janela" - Juanes — "Fíjate bien" | - Juanes - Bacilos - Bebel Gilberto - Sindicato Argentino del Hip Hop - Manuel Vargas |
| Melhor Álbum Vocal de Pop Feminino | Melhor Álbum Vocal de Pop Masculino |
| - Christina Aguilera — Mi reflejo - Laura Pausini — Entre tú y mil mares - Paulina Rubio — Paulina - Natalia Oreiro — Tu veneno - Thalía — Arrasando | - Alejandro Sanz — El alma al aire - Alejandro Lerner — Si quieres saber quien soy - Luis Miguel — Vivo - Antonio Vega — De un lugar perdido - Pedro Guerra — Ofrenda                                                     |
| Melhor Álbum Vocal de Pop em Dupla ou Grupo | Melhor Álbum de Instrumental |
| - Armando Manzanero — Duetos - Bacilos — Bacilos - Ella Baila Sola — Marta y Marilia - Ana Torroja e Miguel Bosé — Girados en concierto - Chucho Valdés e Irakere — Unforgettable Boleros | - Néstor Torres — This Side of Paradise - Lara & Reyes — World Jazz - Keith Lockhart — The Latin Album - Marcos Viana — Terra - Andrés Alén — Pianoforte                                                                  |
| Melhor Álbum de Música Urbana | Melhor Álbum Solo de Rock |
| - Sindicato Argentino del Hip Hop — Un paso a la eternidad - 7 Notas 7 Colores — La Mami Internacional Presenta: 7 Notas 7 Colores - Planet Hemp — A Invasão do Sagaz Homem Fumaça - Faces do Subúrbio — Como É Triste de Olhar - DJ Kun — Crazy Atorrante                                                                         | - Juanes — Fíjate bien - Julieta Venegas — Bueninvento - Rosendo Mercado — Canciones para Normales y Mero Dementes - Cecilia Toussaint — Cecilia Toussaint - Fito Páez — Rey sol                                          |
| Melhor Álbum de Rock em Dupla ou Grupo | Melhor Canção de Rock |
| - Aterciopelados — Gozo poderoso - Jarabe de Palo — De vuelta y vuelta - Los Amigos Invisibles — Arepa 3000 - Los Rabanes — Rabanes - Super Ratones — Mancha registrada | - Juanes — "Fíjate bien" - Aterciopelados — "El álbum" - Jarabe de Palo — "De vuelta y vuelta" - Fito Páez — "El diablo de tu corazón" - Julieta Venegas — "Hoy no quiero"                                                |
| Melhor Álbum de Pop Contemporâneo em Português | Melhor Álbum de Rock ou Música Alternativa em Português |
| - Marisa Monte — Memórias, Crônicas e Declarações de Amor - Zeca Baleiro — Líricas - Ivete Sangalo — Beat Beleza - Pedro Mariano — Voz no Ouvido - Herbert Vianna — O Som do Sim | - Rita Lee — 3001 - Charlie Brown Jr. — Nadando com os Tubarões - Cidade Negra — Enquanto o Mundo Gira - Pavilhão 9 — Reação - Wilson Sideral — Na Paz                                                                    |
| Melhor Álbum de MPB | Melhor Álbum de Samba ou Pagode |
| - Caetano Veloso — Noites do Norte - Bebel Gilberto — Tanto Tempo - Guinga — Suíte Leopoldina - Ney Matogrosso — Batuque - Emílio Santiago — Bossa Nova | - Zeca Pagodinho — Água da Minha Sede - Beth Carvalho — Pagode de Mesa 2 - Ao Vivo - Harmonia do Samba — O Rodo - Jair Rodrigues — 500 Anos de Folia - Volume 2                                                           |
| Melhor Álbum de Música Sertaneja | Melhor Álbum de Música de Raízes em Português |
| - Pena Branca — Semente Caipira - Bruno & Marrone — Acústico - Roberta Miranda — Histórias de Amor - Sérgio Reis — Sérgio Reis - Rionegro & Solimões — Bate o Pé - Ao Vivo | - Gilberto Gil — As Canções Eu, Tu, Elas - Dominguinhos — Ao Vivo - Zé Ramalho — Nação Nordestina - Alceu Valença — Forró Lunar - Forroçacana — Vamo Que Vamo                                                             |
| Melhor Canção em Língua Portuguesa | Melhor Vídeo Musical |
| - Gilberto Gil — "Esperando na Janela" (composta por Raimundinho do Acordeon, Targino Gondin e Manuca) - Ivete Sangalo — "A Lua Que eu te Dei" (composta por Herbert Vianna) - Marisa Monte" — "Amor I Love You" (composta por Marisa Monte e Carlinhos Brown) - Caetano Veloso — "Sou Seu Sabiá" - Caetano Veloso — "Zera a Reza" | - Ricky Martin — "She Bangs" - Juanes — "Fíjate bien" - La Oreja de Van Gogh — "Paris" - Os Paralamas do Sucesso — "Aonde Quer que Eu Vá" - Fito Páez — "El diablo en tu corazón" - Alejandro Sanz — "Cuando nadie me ve" |
| Produtor do Ano | |
| - K. C. Porter - Laura Pausini e Alfredo Cerutti - Rildo Hora - Phil Ramone - Gustavo Santaolalla | |